# Збагачувальна фабрика Макіївського коксохімічного заводу, цех № 2
Збагачувальна фабрика Макіївського коксохімічного заводу, цех № 2 — збудована за проектом інституту «Діпрококс» і введена в дію у 1954 році. Виробнича потужність за проектом 1750 тис. тонн на рік, фактично досягнута — 2300 тис. тонн.
Призначена для збагачення Шихти коксівного вугілля. Технологічна схема односекційна, глибина збагачення 0 мм. Застосовується відсадка вугілля крупністю 0-60 мм у ширококласифікованому вигляді. Шлами збагачуються у флотаційних машинах. Промпродукт основної відсадки перезбагачується у контрольній відсаджувальній машині. Кінцевий продукт — концентрат надходить безпосередньо на коксування.
Місце знаходження: м. Макіївка, Донецька обл., залізнична станція Ясинувата.